# Conseil européen pour les relations internationales
European Council on Foreign Relations (ECFR) (ou Conseil européen pour les relations internationales en français) se veut le premier centre de recherche et d’influence pan-européen (think tank). Créé en octobre 2007, il s'est fixé pour objectif de promouvoir un débat éclairé à travers l’Europe sur le développement d’une véritable politique étrangère européenne intégrée, cohérente et efficace.
L’ECFR est dirigé par Mark Leonard et dispose de bureaux à Berlin, Londres, Madrid, Paris, Rome, Sofia et Varsovie. Cette structure décentralisée est destinée à lui apporter une perspective véritablement paneuropéenne sur les débats quant à la place de l’Europe dans le monde.
L’ECFR est pour The Economist, avec Bruegel, un des seuls think tank agissant à Bruxelles à employer de vrais chercheurs et non des journalistes. Cette institution cherche à produire des idées et des études pertinentes, mais également à les diffuser tant auprès du grand public que des dirigeants européens. Il n'a aucun lien institutionnel ni avec l'Union européenne, ni avec le think tank américain dont son nom est inspiré (le Council on Foreign Relations).
L’ECFR a été élu « Meilleur nouveau think tank dans le monde sur les cinq dernières années » par Foreign Policy dans ses éditions de janvier/février 2009 et 2010.

## Présentation

### Organisation
L’objectif de l’ECFR est d’œuvrer en faveur d’une Europe plus forte et plus intégrée dans un monde pacifié et prospère. Pour cela, l'ECFR a adopté une structure en trois piliers :
Le Conseil : l’ECFR regroupe désormais plus de 330 membres influents, originaires des 28 pays-membres (ainsi que d'autres pays européens: Albanie, Norvège, Suisse, Turquie) avec pour ambition de former une communauté européenne stratégique – l’ECFR compte parmi ses membres des anciens chefs de gouvernement, des anciens ministres des Affaires étrangères, des commissaires européens, des parlementaires, des entrepreneurs, des journalistes, des universitaires et des intellectuels. Ces membres se réunissent en assemblée plénière chaque année (à Paris en 2018). Ces membres fournissent à l’équipe de l’ECFR conseil et soutien. Ils appuient également l’équipe du bureau de leur propre pays et les activités de l’ECFR en Europe. Le conseil est actuellement présidé par Carl Bildt (Suède), Emma Bonino (Italie) et Mabel van Oranje (Pays-Bas).
Le think tank : l’ECFR est composé d’une équipe d'une quarantaine de chercheurs. Sur chacun de ses projets d'études, l’ECFR effectue des recherches approfondies, appuyées sur des études de terrain, sur la place et le rôle de l'Europe dans les affaires internationales, et notamment sur l'action extérieure de l'Union européenne et de ses 28 Etats-membres. Il travaille aussi à partir de données collectées dans chacun de ces pays grâce au réseau de chercheurs associés dont il dispose à travers l'Europe (par exemple pour ses "Scorecards"). L’ECFR cherche à rendre accessibles aux grand public et aux décideurs ses idées : il publie des rapports, organise des débats publics et maintient une présence en ligne via des podcasts, des vidéos et les réseaux sociaux.
Les bureaux nationaux : l’ECFR dispose d'antennes dans toute l’Europe : Berlin, Londres, Madrid, Paris, Rome, Sofia et Varsovie. Ce réseau, unique parmi les think tanks européens, agit comme un réseau d’ambassades, fournit une expertise locale, rassemble des renseignements sur la vie politique de chacun de ces 7 pays, en particulier sur les déterminants de leur politique étrangère, et promeut les idées et les travaux des experts de l'ECFR à travers l’Europe. L'ECFR dispose par ailleurs d'un réseau de chercheurs associés pour chacun des Etats-membres de l'Union européenne, qui contribuent notamment à sa capacité de cartographie des positions et intérêts de ces Etats.
Le bureau de Paris a été successivement dirigé par :
- Thomas Klau (2008-2014) ;
- Edouard Tétreau (2014-2015) ;
- Manuel Lafont Rapnouil (2015-2019) ;
- Tara Varma (2019-2023) ;
- Célia Belin (2023-présent).

### Financement
L'ECFR était au départ principalement financé par la fondation George-Soros, Sigrid Rausing, la Fondation espagnole pour les relations stratégiques (FRIDE), le groupe italien UniCredit, et la Communitas Foundation (la banque bulgare BRIB). 
Son budget, désormais supérieur à 7 millions d'euros, est aujourd'hui alimenté par un ensemble de donateurs diversifiés, issus par ordre d'importance du secteur privé à but non-lucratif (fondations), de la puissance publique (ministères et agences), d'entreprises et d'individus.

### Axes de recherche
La recherche de l’ECFR s'organise autour de quatre programmes de travail :
- Europe élargie : Le programme "Europe élargie" vise à aider l'UE à devenir un acteur géopolitique plus fort dans son voisinage oriental. Pour atteindre cet objectif, le programme soutient le travail des décideurs de l'UE sur une politique unifiée et cohérente vis-à-vis de la Russie, et développe des stratégies cohérentes pour défendre les intérêts et les valeurs de l'UE dans la région de l'Europe élargie. Le programme se concentre sur les États post-soviétiques, les Balkans occidentaux et la Turquie. Ce programme est dirigé par Marie Dumoulin.

- Asie et Chine : Ce programme envisage la manière dont l’Europe peut s'adapter à l'essor de la Chine. Ce programme s'est progressivement élargi de la Chine aux voisins de cette dernière (Japon et péninsule coréenne notamment) ainsi qu'à l'Inde ou encore à l'Afghanistan. Ce programme publie une analyse bimensuelle des actualités et des débats chinois sur la politique étrangère intitulée China Analysis.

- Moyen-Orient et Afrique du Nord : Créé avec les printemps arabes, ce programme se penche désormais plus particulièrement sur les crises dans la région, notamment en formulant des propositions qui permettent leur désescalade et leur règlement.
- Europe puissance : Ce programme coordonne les travaux plus transversaux de l'ECFR, depuis les questions de défense et de sécurité jusqu'à la gestion européenne de la crise des réfugiés ou les défis du numérique. Ce programme était responsable du rapport annuel d'évaluation de la politique étrangère de l'Europe (European Foreign Policy Scorecard), l'une des publications les plus connues de l'ECFR depuis 2010, interrompue en 2017). Il dirige aussi les études plus ponctuelles que l'ECFR conduit pour comparer les positions ou les situations des 28 Etats-membres (par exemple sur le Brexit, les montées du populisme ou les perceptions des menaces en matière de sécurité), appelées "Scorecards".
- Afrique : Le programme Afrique de l'ECFR analyse la dimension géopolitique des relations entre l'Afrique et l'Europe. Cela inclut les relations entre l'Union africaine et l'Union européenne, les outils et stratégies de politique étrangère et les possibilités de trouver des solutions politiques créatives. Le programme se concentre également sur deux régions particulièrement importantes pour l'Europe : la Corne de l'Afrique et le Sahel.

Une Initiative sur la nouvelle sécurité européenne (NESI selon l'acronyme anglais) regroupe les projets de recherche relatifs aux questions de défense et de sécurité réalisés dans chacun de ces cinq programmes

## Publications
« Le European Council on Foreign Relations... a le don de produire le bon papier au bon moment, qui saisit vraiment l'attention des gens avec une vision nouvelle ou contre-intuitive. » The Economist, avril 2009.
L'ensemble des publications de l'ECFR - rapports longs, notes politiques, tribunes d'analyse en réaction à l'actualité - sont disponibles en ligne, en anglais et parfois traduits dans d'autres langues des Etats-membres. 
L'ECFR met aussi en ligne des podcasts (émissions ad hoc ou enregistrements de ses conférences) et des vidéos, notamment via les réseaux sociaux.

### Rapports (sélection)
- EU Coalition Explorer, Josef Janning, Almut Möller, Christoph Klavehn et Wiebke Ewering, 2018
- China at the Gates, François Godement et Abigaël Vasselier, 2017
- New European Security Initiative, Susi Dennison, Ulrike Esther Franke et Manuel Lafont Rapnouil, 2017
- Connectivity Wars, Mark Leonard et Ulrike Esther Franke, 2016
- EU differentiation and the push for peace in Israel-Palestine, Hugh Lovatt, 2016
- The New European Disorder, Ivan Krastev et Mark Leonard, 2014
- Scorecard 2010, Justin Vaïsse et Hans Kundnani, 2011
- A global China policy, François Godement, 2010
- What does Russia think?, Ivan Krastev, Mark Leonard et Andrew Wilson, 2009
- Towards a post-American Europe: A Power Audit of EU-US Relations, Nick Witney et Jeremy Shapiro, 2009
- The Limits of Enlargement-Lite: European and Russian Power in the Troubled Neighbourhood, Nicu Popescu et Andrew Wilson, 2009
- A Power Audit of EU-China Relations, John Fox et François Godement, 2009
- A Global Force for Human Rights? An Audit of European Power at the UN, Richard Gowan et Franziska Brantner, 2008
- Re-energising Europe's Security and Defense Policy, Nick Witney, 2008
- A Power Audit of EU-Russia Relations, Mark Leonard et Nicu Popescu, 2007

## Membres

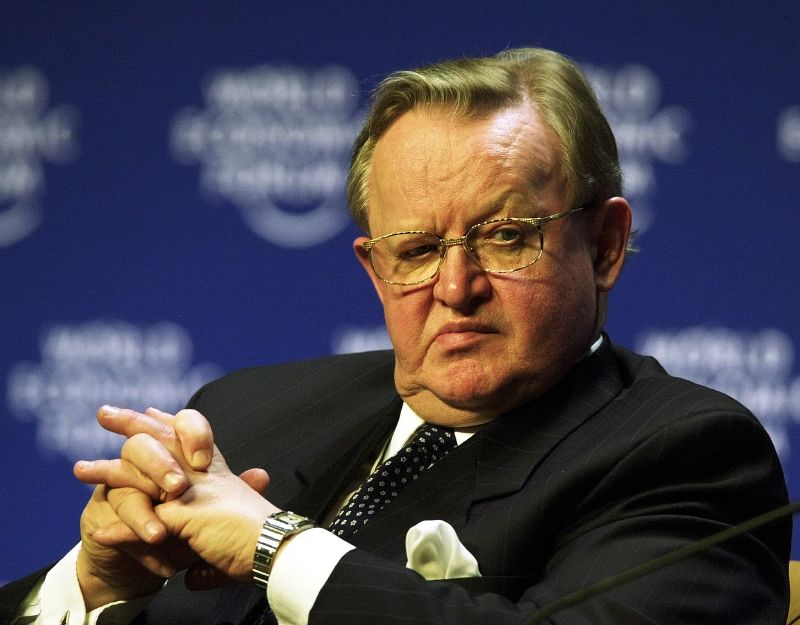
Martti Ahtisaari, ancien président de Finlande et envoyé spécial de l'ONU au Kosovo